# فورد ماستنگ (نسل چهارم)

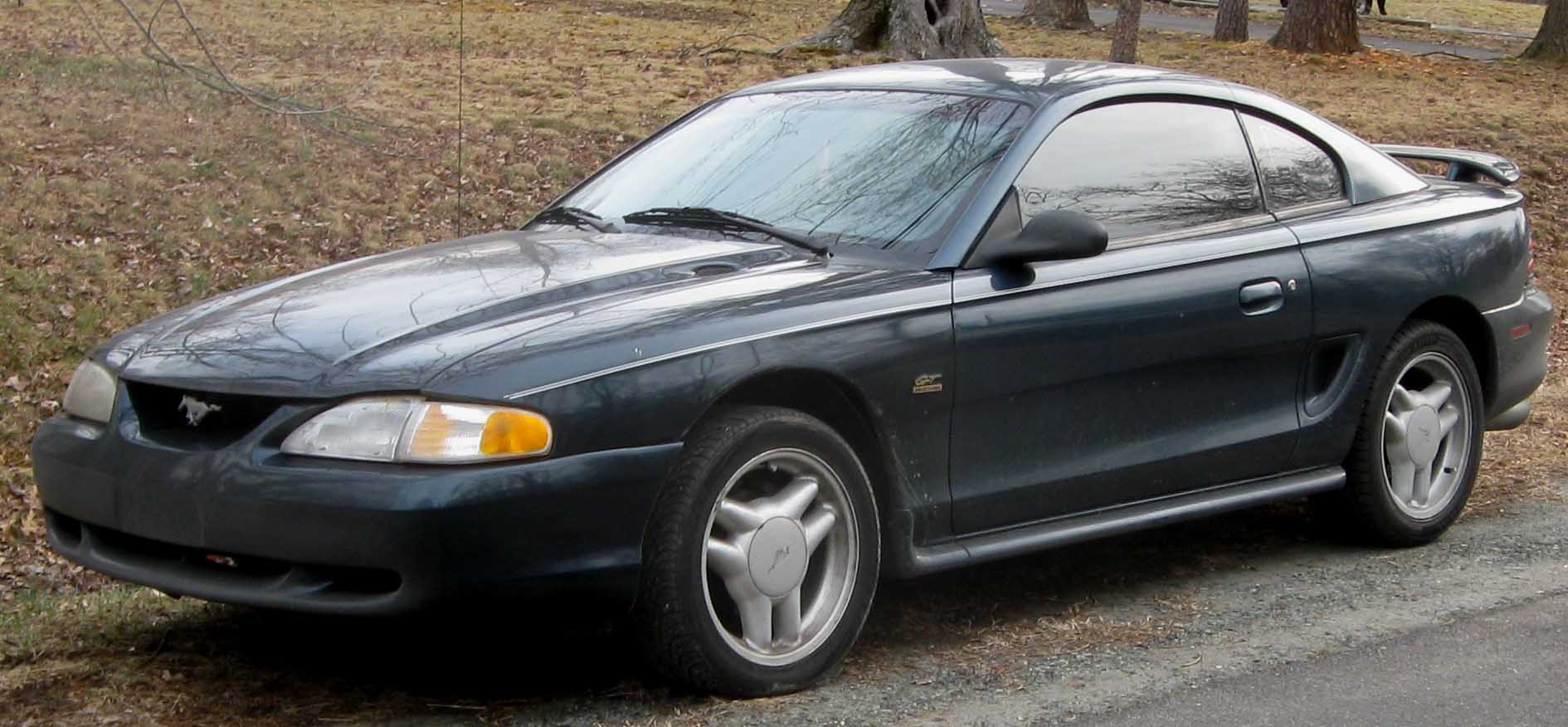

فورد موستانگ (نسل چهارم) (Ford Mustang (fourth generation)) خودرویی است که در سال‌های ۱۹۹۴ تا ۲۰۰۴تولید شده‌است.
طراحی آن خودروهای موتور جلو-محور عقب بوده است. سیستم جعبه‌دندهٔ آن ۵، ۵ و ۵ دنده به دو صورت خودکار و دستی است.